# Archieparquía de Adís Abeba
La archieparquía de Adís Abeba (en latín: Archieparchia Neanthopolitana y en amárico: አዲስ አበባ አርኪፓርኪ) es una circunscripción eclesiástica etiópica de la Iglesia católica en Etiopía, sede metropolitana de la provincia eclesiástica de Adís Abeba. La archieparquía tiene al archieparca cardenal Berhaneyesus Demerew Souraphiel, C.M. como su ordinario desde el 7 de julio de 1999.

## Territorio y organización

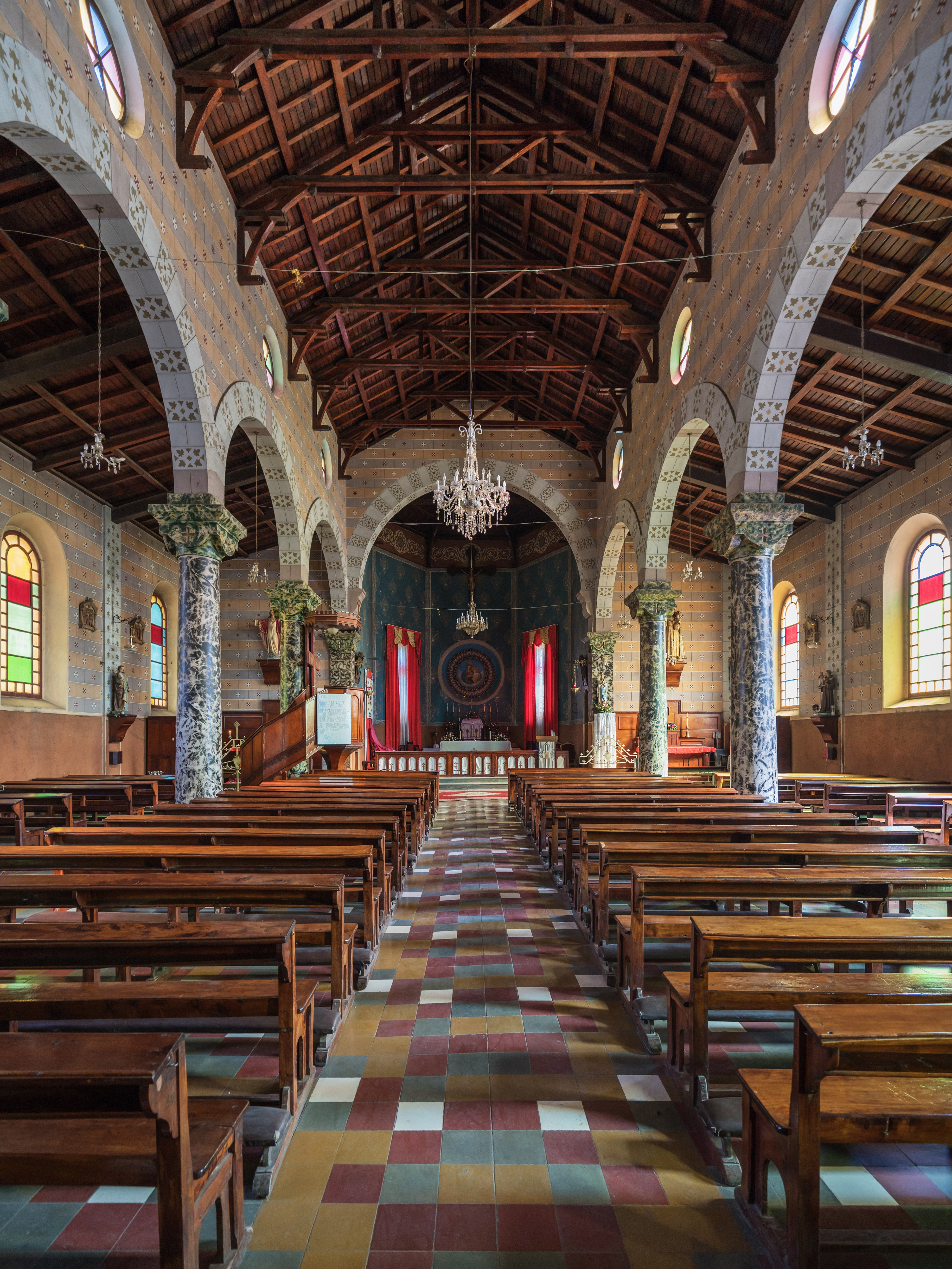
Vista interior de la catedral

La archieparquía tiene 31 224 km² y extiende su jurisdicción sobre todos los fieles católicos, tanto de rito latino, como de rito alejandrino, residentes en la ciudad de Adís Abeba, la zona de Shewa Septentrional en la región de Amhara, y en la región de Oromía las zonas de Shewa Occidental (parte), Shewa Oriental (parte) y Shewa Septentrional.
La sede de la archieparquía se encuentra en la ciudad de Adís Abeba, en donde se halla la Catedral de la Natividad de la Bienaventurada Virgen María.
La archieparquía tiene como sufragánea a las eparquías de Adigrat, Emdeber y Bahir Dar-Dese.
En 2020 en la archieparquía existían 14 parroquias:
- Catedral de la Natividad de la Beata Virgen María, en Adís Abeba (misas en amhárico, ge'ez e inglés)
- Parroquia de San Salvador, en Adís Abeba (misas en amhárico para el rito etiópico y en inglés e italiano para el rito latino) Es la iglesia para los extranjeros
- Parroquia Kidane Meheret, en Gabana (Adís Abeba) (misas en amhárico y ge'ez)
- Parroquia San Gabriel, en Gullele (Adís Abeba) (misas en amhárico y ge'ez)
- Parroquia Tsion Mariyam, en Gullele (Adís Abeba) (misas en amhárico y ge'ez)
- Parroquia San Francisco de Asís, en Gullele (Adís Abeba) (misas en amhárico y ge'ez)
- Parroquia San Miguel, en Gerji (Adís Abeba) (misas en amhárico y ge'ez)
- Parroquia San José, en Gurde Shola (Adís Abeba) (misas en amhárico y ge'ez)
- Parroquia María, Auxilio de los Cristianos, en Mekanissa (Adís Abeba) (misas en amhárico)
- Parroquia en Debrezeit (o Bishoftu en la zona de Shewa Oriental, región de Oromía)
- Parroquia San José, en Nazareth (o Adama, capital de la región de Oromía) (misas en amhárico y ge'ez)
- Parroquia en Akaky Kaliti (Adís Abeba)
- Parroquia San Pedro y San Pablo, en Modjo (en la zona de Shewa Oriental, región de Oromía) (misas en amhárico)
- Parroquia San Salvador, en Mendida (en la zona de Shewa del Norte, región de Oromía) (misas en amhárico y ge'ez)
- Capilla Carmelos Mariyam, en Thor Hailoch (Adís Abeba) (misas en amhárico y ge'ez)
- Capilla Consolata Mariyam, en Mekanissa (Adís Abeba) (misas en amhárico)

## Historia
La prefectura apostólica de Abisinia fue erigida en 1839 con territorio desmembrado del vicariato apostólico de Siria, Egipto, Arabia y Chipre (hoy vicariato apostólico de Alepo).
El 4 de mayo de 1846 cedió parte de su territorio para la erección del vicariato apostólico de Galla (hoy vicariato apostólico de Harar) mediante el breve Pastoralis muneris del papa Gregorio XVI.
En 1847 la prefectura apostólica fue elevada a vicariato apostólico de Abisinia.
Mediante el breve Romanorum Pontificum del papa Pío XI, desde el 7 de marzo de 1928 el vicariato apostólico fue administrado por el delegado apostólico de Egipto y Arabia.

Nimirum motu proprio atque ex certa scientia et matura deliberatione Nostris, deque apostolicae Nostrae potestatis plenitudine, praesentium tenore, statuimus ac mandamus ut Delegatus Apostolicus pro tempore Aegypti atque Arabiae pariter ac simul sit Delegatus Apostolicus vicariatuum apostolicorum tam Erythraeae quam Abyssiniae, ideoque iurisdictionem illius ad praedictos vicariatus eadem Nostra auctoritate in posterum extendimus.

El 25 de marzo de 1937 el vicariato apostólico de Abisinia fue suprimido y su territorio, después de ceder el Danakil al vicariato apostólico de Asmara, se dividió entre las prefecturas apostólicas de Tigray (hoy eparquía de Adigrat), de Dese y de Gondar (estas dos últimas hoy suprimidas) y el vicariato apostólico de Adís Abeba, erigido con la bula Quo in Aethiopia del papa Pío XI con jurisdicción sobre la gobernación de Adís Abeba.

Nos, omnibus mature perpensis, certa scientia, ac de Apostolicae potestatis plenitudine, suppleto, quatenus opus sit, quorum intersit, vel eorum qui sua interesse praesumant, consensu, Vicariatum Apostolicum de Addis Abeba erigimus et constituimus eumque clero saeculari concredendum esse volumus ac decernimus. Statuimus insuper ut novi huius Vicariatus territorii fines iidem sint ac civilis Gubernii de Addis Abeba limites.

La erección del nuevo distrito eclesiástico fue parte del proyecto más amplio de reorganización de la Iglesia católica en Etiopía después de la conquista italiana. La sede fue confiada a Giovanni Maria Castellani, exarzobispo de Rodas, al mismo tiempo designado delegado apostólico para toda África Oriental Italiana.
Con el fin del imperio colonial italiano y la expulsión de los misioneros extranjeros, después de la Segunda Guerra Mundial comenzó un largo período de vacancia para el vicariato apostólico de Adís Abeba, durante el cual también disminuyó el número de fieles de rito latino.
El 31 de octubre de 1951 mediante la bula Paterna semper del papa Pío XII se erigió el exarcado apostólico de Adís Abeba, con jurisdicción sobre los fieles de rito etíope en todo el Imperio de Etiopía.

Collatis igitur consiliis cum venerabili Fratre Nostro S. R. E. Cardinale S. Congregationis pro Ecclesia Orientali a Secretis, suppleto, quatenus opus sit, quorum intersit vel eorum qui sua interesse praesumant, consensu, omnibus mature perpensis, certa scientia ac suprema auctoritate Nostra, novum in Aethiopia Exarchatum Apostolicum erigimus et constituimus, « de Addis Abeba » nuncupandum. Novi huius Exarchatus fines iidem erunt qui civiles fines Aethiopici Imperii. Eius vero sedem in Addis Abeba urbe, ex qua ipse nomen mutuatur, statuimus, et templum quod cathedralis loco hucusque Vicariatui Apostolico Latinorum erat, deinceps erit novo Exarchatui ritus Alexandrini Aethiopici Cathedralis loco...

La catedral del vicariato apostólico de Adís Abeba, evidentemente en desuso durante algún tiempo, se convirtió en la catedral del exarcado apostólico, inmediatamente sujeto a la Santa Sede. El primer exarca fue Hailé Mariam Cahsai, exadministrador apostólico de todos los fieles etíopes de rito oriental.
El 20 de febrero de 1961 el exarcado apostólico fue elevado al rango de archieparquía metropolitana mediante la bula Quod Venerabiles del papa Juan XXIII, con dos sufragáneas: la eparquía de Asmara (hoy archieparquía de Asmara) y la eparquía de Adigrat.

Provinciam ecclesiasticam pro fidelibus ritus Alexandrini et Aethiopici, in Aetiopia, condimus atque ita disponimus ut eius metropolitana Sedes sit Ecclesia Neanthopolitana, hactenus vicariatus apostolicus; eparchia autem Asmarensis, hactenus exarchatus apostolicus, et quam Adigrat appellant tamquam suffraganeae sint habendae.

La misma bula limitaba el ámbito de jurisdicción de los archieparcas de Adís Abeba a los territorios que pertenecían a las anteriores sedes del rito latino, de hecho simultáneamente suprimidas: el vicariato apostólico de Adís Abeba y las prefecturas apostólicas de Dese, Gondar y Endeber.
El 25 de noviembre de 2003 mediante la bula Ad universae incrementum del papa Juan Pablo II fue erigida la eparquía de Emdeber con parte de la archieparquía de Adís Abeba.
El 19 de enero de 2015 cedió otra porción de su territorio para la erección de la eparquía de Bahir Dar-Dese mediante la bula Quae maiori del papa Francisco.

## Estadísticas
De acuerdo al Anuario Pontificio 2021 la archieparquía tenía a fines de 2020 un total de 11 385 fieles bautizados.
| Año                                                                             | Población            | Población  | Población      | Sacerdotes | Sacerdotes    | Sacerdotes    | Bautizados por sacerdote | Diáconos permanentes | Religiosos | Religiosos | Parroquias |
| Año                                                                             | Bautizados católicos | Total      | % de católicos | Total      | Clero secular | Clero regular | Bautizados por sacerdote | Diáconos permanentes | Varones    | Mujeres    | Parroquias |
| ------------------------------------------------------------------------------- | -------------------- | ---------- | -------------- | ---------- | ------------- | ------------- | ------------------------ | -------------------- | ---------- | ---------- | ---------- |
| 1970                                                                            | 26 500               | 7 300 000  | 0.4            | 75         | 17            | 58            | 353                      |                      | 84         | 62         | 14         |
| 1980                                                                            | 33 800               | 13 307 000 | 0.3            | 73         | 19            | 54            | 463                      |                      | 78         | 105        | 22         |
| 1990                                                                            | 46 621               | 14 256 000 | 0.3            | 79         | 23            | 56            | 590                      |                      | 185        | 145        | 23         |
| 1999                                                                            | 51 732               | 19 822 163 | 0.3            | 172        | 29            | 143           | 300                      |                      | 301        | 221        | 29         |
| 2000                                                                            | 20 643               | 20 195 700 | 0.1            | 175        | 33            | 142           | 117                      |                      | 307        | 219        | 29         |
| 2001                                                                            | 49 852               | 20 705 590 | 0.2            | 167        | 25            | 142           | 298                      |                      | 307        | 219        | 29         |
| 2002                                                                            | 51 196               | 21 265 000 | 0.2            | 169        | 27            | 142           | 302                      |                      | 248        | 219        | 33         |
| 2003                                                                            | 34 204               | 21 881 685 | 0.2            | 157        | 21            | 136           | 217                      |                      | 188        | 207        | 21         |
| 2004                                                                            | 32 210               | 16 472 490 | 0.2            | 158        | 22            | 136           | 203                      |                      | 226        | 207        | 14         |
| 2006                                                                            | 27 620               | 25 274 000 | 0.1            | 114        | 24            | 90            | 242                      |                      | 205        | 253        | 20         |
| 2007                                                                            | 27 580               | 25 896 000 | 0.1            | 58         | 25            | 33            | 475                      | 1                    | 92         | 252        | 23         |
| 2009                                                                            | 23 966               | 27 276 000 | 0.1            | 109        | 30            | 79            | 219                      |                      | 124        | 299        | 30         |
| 2012                                                                            | 27 024               | 28 781 000 | 0.1            | 151        | 25            | 126           | 178                      | 1                    | 166        | 320        | 25         |
| 2015                                                                            | 10 302               | 14 844 000 | 0.1            | 157        | 17            | 140           | 65                       |                      | 155        | 275        | 23         |
| 2018                                                                            | 10 900               | 15 340 000 | 0.1            | 81         | 14            | 67            | 134                      |                      | 184        | 274        | 14         |
| 2020                                                                            | 11 385               | 16 337 000 | 0.1            | 88         | 14            | 74            | 129                      |                      | 146        | 12         | 14         |
| Fuente: Catholic-Hierarchy, que a su vez toma los datos del Anuario Pontificio. |                      |            |                |            |               |               |                          |                      |            |            |            |

## Episcopologio

### Vicarios de Adís Abeba
- Justino de Jacobis, C.M. † (10 de marzo de 1839-31 de julio de 1860 falleció)
- Lorenzo Biancheri, C.M. † (31 de julio de 1860 por sucesión-11 de septiembre de 1864 falleció)
- Louis Bel, C.M. † (11 de julio de 1865-1 de marzo de 1868 falleció)
- Carlo Delmonte, C.M. † (25 de junio de 1869-29 de noviembre de 1869 falleció?)
- Jean-Marcel Touvier, C.M. † (29 de noviembre de 1869-4 de agosto de 1888 falleció)
- Jean-Jacques Crouzet, C.M. † (1 de agosto de 1886-16 de enero de 1896 nombrado vicario apostólico de Madagascar Meridional)
- Giovanni Maria Emilio Castellani, O.F.M. † (25 de marzo de 1937-13 de diciembre de 1945 nombrado nuncio apostólico en Guatemala)

### Exarcas y archieparcas de Adís Abeba
- Hailé Mariam Cahsai † (24 de febrero de 1951-9 de abril de 1961 nombrado eparca de Adigrat)
- Asrate Mariam Yemmeru † (9 de abril de 1961-24 de febrero de 1977 retirado)
- Paulos Tzadua † (24 de febrero de 1977-11 de septiembre de 1998 retirado)
- Berhaneyesus Demerew Souraphiel, C.M., desde el 7 de julio de 1999